# Idioma yuhup
El idioma yuhup es la lengua propia del pueblo indígena Yuhupdeh, que habita en el noroeste de la Amazonia, en la zona fronteriza ente Brasil y Colombia. Como otras lenguas makú es una lengua aislante y tonal.

## Fonología
El Yuhup presenta 38 fonemas, de los cuales 15 son vocales y 23 consonantes.

### Vocales
|                    | Anteriores | Centrales | Posteriores |
| ------------------ | ---------- | --------- | ----------- |
| Cerrada            | i ĩ        | ɨ ĩ       | u ũ         |
| Media              | e          | ə         | o           |
| Abierta            | æ æ̃        |           | ɔ ɔ̃         |
| Abierta redondeada |            |           | ɒ ɒ̃         |

Son nueve vocales orales y seis nasales. Las vocales se realizan alargadas, cuando reciben tono ascendente o descendente, e laringalizadas, cuando están contiguas a consonante glotal.

### Consonantes
|                                   | Labial | Alveolar | Palatal | Velar | Glotal |
| Obstruyentes sordas               | p      | t        | c       | k     | ʔ      |
| Obstruyentes glotalizadas         | pʼ     | tʼ       | cʼ      | kʼ    |        |
| Obstruyentes nasales              | m      | n        | ɲ       | ŋ     |        |
| Obstruyentes nasales glotalizadas | mˀ     | nˀ       | ɲˀ      | ŋˀ    |        |
| Fricativas sordas                 |        |          | ʃ       |       | h      |
| Vibrantes                         |        | ɾ        |         |       |        |
| Vibrantes glotalizadas            |        | ɾˀ       |         |       |        |
| Aproximantes                      | w      |          | j       |       |        |
| Aproximantes glotalizadas         | wˀ     |          | jˀ      |       |        |

Las consonantes nasales se realizan preoralizadas u oralizadas cuando ocurren con vocales orales: /nôn/ [dô:dn] dón = "abeja".

### Tono
El idioma yuhup tiene un sistema tonal, con cuatro tonos contrastares, siendo dos puntuales (bajo ˨ o è y alto ˥ o é) y dos de contorno (ascendente ↑ o ě e descendente ↓ o ê) que ocurren siempre en la última sílaba de las raíces morfológicas.
- /nuh↓/ = “cabeza”
- /nuh↑/ = goma
- /núh / = “casabe”
- /hoh/ = “ahumar”
- /hoh↑/ = "ahumado"
- hóh = “canoa”

## Gramática
En general el orden de las sentencias declarativas (afirmativas o negativas) es sujeto objeto verbo (SOV), y el de las no declarativas (imperativas o interrogativas) objeto sujeto verbo (OSV). En la conformación de las sentencias se utilizan recursos como focalización, serialización verbal e incorporación; sufijos y suprafijos; y alteración de la valencia verbal con procesos de transitivación e intransitivación, que son usados como mecanismos sintáxico-semánticos.
El Yuhup presenta un patrón aislante, el más notorio en su familia lingüística. Hay un extenso número de palabras gramaticales (aportan información gramatical) y relativamente pocos sufijos. Son importantes los suprafijos tonales, que pueden marcar raíces o sufijos: la raíz con su última vocal y tono ascendente RV↑ forma el modo imperativo; -/ip˥/ afirmativo; -/Vpʔ↑/ interrogativo; -/iʔ↑/ enfático; /V˥t/ locativo; /vʔ↓/ direccional.

### Sustantivos
Se puede formar substantivos por la nominalización con el tono descendente sobre las raíces verbales. Los compuestos son formados uniendo morfemas, generalmente manteniendo sus tonos. Un grupo de substantivos constituyen una subclase cerrada y pequeña de clasficadores que describen formas y partes de objetos y vegetales, principalmente tubérculos.

### Pronombres
Los pronombres personales son:
- ãh = yo
- ãm = tú/usted
- tɨh = él
- hɨn = ella
- yap = el/ella especificados
- ɨn = nosotros
- nɨg = vosotros/ustedes
- hɨt = ellos/ellas
- yərəh = ellos/ellas específicados

### Verbos
Los verbos puder clasificarse según su dinamicidad en estativos y activos y estos según su transitividad. Los modificadores mih y yãh participan de los procesos de transitividad  e intransitividad de raíces verbales, mientras que los causativos bɨ’ y dö’ convierten los verbos en más o en menos activos.
El papel de los adjetivo es cumplido por los verbos descriptivos. Los verbos pueden ser adjetivados con el modificado ah o con suprafijos.

### Adverbios
Indican tiempo, espacio, modo y negación. Hay una serie de partículas adverbiales de localización y dirección que pueden combinarse entre sí o con pronombres demostrativos para indicar distancia o proximidad y producen un sistema de expresión espacial muy rico.